# Karim Bali
Karim Bali (Anversa, 14 febbraio 1986) è un giocatore di calcio a 5 belga.

## Carriera
Nella stagione 2007-08, disputata con il FT Anversa, realizza 13 reti in 6 incontri di Coppa UEFA, risultando il miglior marcatore della competizione.

## Palmarès
- Campionato belga: 1
Forcom Anversa: 2006-07